# Herbert Zeiger
Herbert J. Zeiger (* 16. März 1925 in der Bronx, New York City; † 14. Januar 2011) war ein US-amerikanischer Physiker, der der Ko-Entwickler des ersten Maser war.
Zeiger besuchte das City College of New York mit dem Bachelor-Abschluss 1944 und die Columbia University mit dem Master-Abschluss 1948 und der Promotion 1952. Von 1953 bis zu seiner Emeritierung 1990 forschte er am Lincoln Laboratory des Massachusetts Institute of Technology. Zuletzt lebte er in Newton (Massachusetts) und dann in Dedham (Massachusetts). Er liegt in West-Roxbury begraben.
Neben der Physik von Maser und Laser befasste er sich mit Festkörperphysik, Halbleiterphysik und Molekülphysik.
1953/54 entwickelte er an der Columbia University mit Charles H. Townes und James P. Gordon, der damals Doktorand von Townes war, den ersten Maser.
1981 erhielt er mit Gordon den ersten Charles Hard Townes Award. 1966 wurde er Fellow der American Physical Society.
Er war mit Hanna Bloom verheiratet und hatte drei Kinder.